# Tomáš Satoranský
Tomáš Satoranský (Praga, 30 ottobre 1991) è un cestista ceco, di ruolo guardia.

## Carriera
È stato selezionato dai Washington Wizards al secondo giro del Draft NBA 2012 (32ª scelta assoluta).

## Statistiche

### NBA

#### Regular Season
| Anno      | Squadra           | PG  | PT  | MP   | TC%  | 3P%  | TL%  | RP  | AP  | PRP | SP  | PP  |
| --------- | ----------------- | --- | --- | ---- | ---- | ---- | ---- | --- | --- | --- | --- | --- |
| 2016-2017 | Wash. Wizards     | 57  | 3   | 12,6 | 41,5 | 24,3 | 69,7 | 1,5 | 1,6 | 0,5 | 0,1 | 2,7 |
| 2017-2018 | Wash. Wizards     | 73  | 30  | 22,5 | 52,3 | 46,5 | 78,1 | 3,2 | 3,9 | 0,7 | 0,2 | 7,2 |
| 2018-2019 | Wash. Wizards     | 80  | 54  | 27,1 | 48,5 | 39,5 | 81,9 | 3,5 | 5,0 | 1,0 | 0,2 | 8,9 |
| 2019-2020 | Chicago Bulls     | 65  | 64  | 28,9 | 43,0 | 32,2 | 87,6 | 3,9 | 5,4 | 1,2 | 0,1 | 9,9 |
| 2020-2021 | Chicago Bulls     | 58  | 18  | 22,5 | 51,4 | 35,6 | 84,8 | 2,4 | 4,7 | 0,7 | 0,2 | 7,7 |
| 2021-2022 | N.O. Pelicans     | 32  | 3   | 15,0 | 29,9 | 16,1 | 76,0 | 2,0 | 2,4 | 0,4 | 0,0 | 2,8 |
| 2021-2022 | San Antonio Spurs | 1   | 0   | 9,0  | 0,0  | 0,0  | 75,0 | 1,0 | 0,0 | 0,0 | 0,0 | 3,0 |
| 2021-2022 | Wash. Wizards     | 22  | 10  | 18,9 | 47,6 | 27,3 | 84,0 | 2,8 | 4,9 | 0,7 | 0,2 | 4,9 |
| Carriera  | Carriera          | 388 | 182 | 22,2 | 46,8 | 35,4 | 82,0 | 2,9 | 4,1 | 0,8 | 0,2 | 6,9 |

#### Playoffs
| Anno     | Squadra       | PG | PT | MP   | TC%  | 3P% | TL%  | RP  | AP  | PRP | SP  | PP  |
| -------- | ------------- | -- | -- | ---- | ---- | --- | ---- | --- | --- | --- | --- | --- |
| 2017     | Wash. Wizards | 10 | 0  | 3,6  | 50,0 | -   | 40,0 | 0,5 | 0,6 | 0,1 | 0,0 | 0,8 |
| 2018     | Wash. Wizards | 6  | 0  | 10,0 | 15,4 | 0,0 | 75,0 | 1,5 | 0,5 | 0,0 | 0,0 | 1,2 |
| Carriera | Carriera      | 16 | 0  | 6,0  | 26,3 | 0,0 | 55,6 | 0,9 | 0,6 | 0,1 | 0,0 | 0,9 |

### Eurolega
| Anno      | Squadra    | PG  | PT  | MP   | TC%  | 3P%  | TL%  | RP  | AP  | PRP | SP  | PP  |
| --------- | ---------- | --- | --- | ---- | ---- | ---- | ---- | --- | --- | --- | --- | --- |
| 2014-2015 | Barcellona | 27  | 12  | 19,2 | 47,0 | 39,1 | 85,0 | 3,0 | 3,3 | 0,8 | 0,2 | 7,2 |
| 2015-2016 | Barcellona | 29  | 27  | 24,5 | 49,5 | 36,6 | 75,5 | 2,8 | 4,3 | 0,9 | 0,3 | 9,0 |
| 2022-2023 | Barcellona | 36  | 36  | 24,4 | 51,4 | 48,7 | 82,3 | 3,8 | 4,3 | 0,7 | 0,1 | 8,4 |
| 2023-2024 | Barcellona | 39  | 36  | 25,0 | 44,7 | 36,6 | 72,1 | 4,3 | 4,0 | 1,1 | 0,1 | 7,0 |
| 2024-2025 | Barcellona | 39  | 34  | 23,7 | 44,6 | 34,7 | 67,5 | 3,2 | 5,3 | 0,9 | 0,1 | 5,9 |
| Carriera  | Carriera   | 170 | 145 | 23,6 | 47,5 | 39,1 | 77,2 | 3,5 | 4,3 | 0,9 | 0,2 | 7,4 |

### Eurocup
| Anno      | Squadra    | PG | PT | MP   | TC%  | 3P%  | TL%  | RP  | AP  | PRP | SP  | PP   |
| --------- | ---------- | -- | -- | ---- | ---- | ---- | ---- | --- | --- | --- | --- | ---- |
| 2010-2011 | Real Betis | 16 | 15 | 23,6 | 44,8 | 43,8 | 81,8 | 2,9 | 3,4 | 1,1 | 0,2 | 6,9  |
| 2012-2013 | Real Betis | 12 | 9  | 28,0 | 44,4 | 30,0 | 76,9 | 3,8 | 4,8 | 0,8 | 0,1 | 10,2 |
| Carriera  | Carriera   | 28 | 24 | 25,5 | 44,6 | 38,5 | 79,2 | 3,3 | 4,0 | 1,0 | 0,1 | 8,3  |

## Palmarès
- Supercoppa spagnola: 1

Barcellona: 2015
- Campionato spagnolo: 1

Barcellona: 2022-23
- Liga catalana: 5

Barcellona: 2014, 2015, 2022, 2023, 2024